# Орлов, Геннадий Сергеевич
Генна́дий Серге́евич Орло́в (род. 2 марта 1945, Харьков, Украинская ССР, СССР) — советский и российский спортивный журналист, в прошлом — футболист, нападающий. Мастер спорта СССР. Получил наибольшую известность как спортивный телекомментатор. Заслуженный работник культуры Российской Федерации. Лауреат премии «ТЭФИ» 2008 года.

## Биография
Родился 2 марта 1945 года в Харькове в семье футболиста и тренера Сергея Ивановича Орлова.
После войны семья переехала в Каменск-Уральский. После того, как в сентябре 1957 года на химическом комбинате «Маяк» произошла радиационная авария, семья вернулась на Украину.

### Спортивная карьера
Ещё будучи школьником, выступал за «Авангард» (Сумы). После окончания школы получил приглашение в харьковский «Авангард», в котором играл до 1965 года.
Весной 1966 года на сборах был замечен тренерами ленинградского «Зенита», получил приглашение в команду. В 1966 году выступал за дублирующий состав клуба, за основную команду провёл 5 матчей в классе А. В следующем году получил серьёзную травму — надрыв мышцы, намеревался вернуться в Харьков, но остался в Ленинграде, потому что его жена Наталья Орлова стала служить в театре имени В. Ф. Комиссаржевской. Дочь Полина Орлова в 1998 году окончила Санкт-Петербургскую академию театрального искусства СПБГАТИ (мастерская Игоря Петровича Владимирова), работает в сфере театра, кино и спорта.
Играл за ленинградское «Динамо».
В 25 лет был вынужден завершить спортивную карьеру футболиста по состоянию здоровья (межпозвоночная грыжа).

### Образование
В 17 лет поступил в Харьковский радиотехнический институт на специальность «конструктор радиоаппаратуры». Проучившись три месяца, перевёлся в Харьковский государственный университет на исторический факультет. Став игроком ленинградского «Зенита», перевёлся в Ленинградский университет на факультет журналистики. Позже восстановился в Харьковском университете на заочном отделении.
Учился сценической речи в Институте театрального искусства и кинематографии.
С 2005 года возглавляет кафедру теории и методики футбола на тренерском факультете в Университете физической культуры имени П. Ф. Лесгафта.
В 2006 году в Университете физической культуры имени П. Ф. Лесгафта защитил диссертацию на тему «Формирование мобилизационной готовности высококвалифицированных футболистов к соревнованию», присвоена степень кандидата педагогических наук.

### Журналистская деятельность
Ещё выступая за ленинградское «Динамо», публиковался в газете «Смена». После завершения карьеры футболиста стал корреспондентом газеты «Строительный рабочий» (еженедельник обкома партии).
В настоящее время является президентом Ассоциации спортивной прессы Санкт-Петербурга, а также президентом Российской ассоциации спортивных комментаторов.
В 1973 году после смерти известного ленинградского комментатора Виктора Сергеевича Набутова на телевидении был объявлен конкурс на замещение вакантной должности, который выиграл Геннадий Орлов. Первый раз вышел в эфир 31 января 1974 года во время трансляции из ДС «Юбилейный» хоккейной встречи между СКА и ЦСКА, которую провёл попеременно с Николаем Озеровым. Первую футбольную трансляцию отработал 22 апреля того же года, когда «Зенит» играл в Алма-Ате.
Работал комментатором на всевозможных спортивных соревнованиях: чемпионатах мира и Европы по футболу, Олимпийских играх. Был ведущим спортивных программ на ленинградском и петербургском телевидении («Пятый канал»): «Пенальти», «Футбол в Зените», «оПять о футболе». На внештатной основе неоднократно выступал в качестве футбольного комментатора на РТР (в 1991—1998 годах) и «Первом канале» (ОРТ) (в 1999—2013 годах), на последнем канале также вёл программу «Гол!». Также комментировал финалы кубка Стэнли в 1993 и 1996 годах на РТР, в мае 2000 года — чемпионат мира по хоккею, проходивший в Санкт-Петербурге, на том же телеканале.
В ноябре 2009 года перешёл на работу в спутниковую телекомпанию «НТВ-Плюс», поскольку спортивная редакция на «Пятом канале» была расформирована.
С 19 апреля 2010 года по 27 июля 2020 года — ведущий спортивной программы «Футбольная столица» на телеканале «НТВ-Петербург». С 3 сентября 2020 года программа выходит на Youtube-канале Геннадия Орлова.
С 2010 по 2016 год по просьбе руководства ФК «Зенит» и ОАО «Газпром» комментировал все матчи петербургского клуба на телеканалах «НТВ-Плюс», «Матч ТВ» и НТВ. В 2016—2017 годах комментировал только домашние матчи ФК «Зенит», а с 2017 года был лишён приоритетной основы окончательно.
С ноября 2015 года — комментатор футбольных и волейбольных трансляций на телеканале «Матч ТВ».
Обозреватель газеты «Спорт уик-энд».
С 2015 года ведущий спортивной передачи «Овертайм» в эфире радиостанции «Эхо Москвы» в Санкт-Петербурге.
С 2017 года ведёт блог «ГСО» во ВКонтакте.
В июле 2017 года возглавил радио Зенит.
С 2018 года ведёт видеоблог на YouTube.
Помимо журналистской деятельности Орлов в 2009 году озвучил пятую линию Петербургского метрополитена, а в 2016 году озвучил остановки наземного общественного транспорта в Санкт-Петербурге.
30 марта 2025 года Орлов впервые с 2020 года прокомментировал матч «Зенита».

## Награды и звания
- 1965 — Мастер спорта СССР[39].
- 1980 — медаль «За трудовое отличие»[40].
- 1997 — Почётный диплом Законодательного собрания Санкт-Петербурга[41].
- 2000 — премия «Стрелец» (лучший спортивный комментатор)[42].
- 2001 — Заслуженный работник культуры Российской Федерации[43].
- 2006 — Орден Дружбы[44].
- 2006 — репортёрская премия имени Матвея Фролова (специальная номинация «За верность жанру»)[45].
- 2008 — премия «ТЭФИ» (номинация «Спортивный комментатор, ведущий спортивной программы»)[46].
- 2009 — награда конкурса «Золотое перо» (2008, номинация «За вклад в развитие журналистики»)[47].
- 2013 — медаль Николая Озерова[48].

## Книги
- Орлов Г. С. Футбольный экспресс Мюнхен — Мехико. — Л.: Лениздат, 1988. — 192 с. — 50 000 экз. — ISBN 5-289-00139-5.
- Орлов Г. С. Вертикаль «Зенита». Четверть века петербургской команды. — СПб.: Гуманитарная Академия, 2015. — 288 с. — 2000 экз. — ISBN 978-5-93762-117-7.
- Орлов Г. С. Зенит. Новейшая история. — СПб.: АСТ, 2016. — 320 с. — 3000 экз. — ISBN 978-5-17-094818-5.